# Mark Reynolds (Segler)
Mark Jeffrey Reynolds (* 2. November 1955 in San Diego, Kalifornien) ist ein früherer US-amerikanischer Segler.
Mark Reynolds vom San Diego Yacht Club begann seine internationale Karriere in der Klasse Snipe, wo er 1979 Gold bei den Pan-Amerikanischen Spielen und bei der Kieler Woche gewann. Als Trainer fungierte sein Vater Jim Reynolds, der 1971 zur Weltmeistercrew von Dennis Conner gehörte. Seine größten Erfolge erreichte er mit dem Star. 1986, 2000 und 2002 gewann er bei der Kieler Woche und 1986 bei den Goodwill Games. Größte Erfolge waren der Gewinn der Silbermedaille bei den Olympischen Sommerspielen 1988 von Seoul mit Hal Haenel sowie die Goldmedaille 1992 in Barcelona erneut mit Haenel und erneut 2000 mit Magnus Liljedahl in Sydney. Nur 1996 bei den Spielen in seinem Heimatland in Atlanta verpasste der Segler aus San Diego als Achter eine Medaille.